# PZA Loara
PZA Loara (пол. Przeciwlotniczy Zestaw Artyleryjski "Loara", Зенитная самоходная установка «Луара») — польская зенитная самоходная установка, состоящая на вооружении ВС Польши. Оригинальная установка (прототип) создана на основе советского танка Т-72, а её модификация Loara-A — на основе польского PT-91.

## Разработка
Система появилась в Польше в конце 1990-х годов. Основанная на шасси танка PT-91, она вооружена двумя зенитными пушками калибра 35 мм фирмы «Эрликон». Огонь из зенитных орудий ведётся при помощи специальной системы управления огня (СУО). Оригинально планировалось создать точно такую же зенитную установку вида PZR Loara, которая вела бы огонь ракетами по воздушным целям, однако после прекращения существования PZR проект был закрыт.

## Конструкция
«Луара» — автономная боевая единица, которая может выполнять свои боевые задачи как индивидуально, так и в качестве части сил ПВО. Оснащена двумя радарами: поисковым трёхмерным радаром и радаром боя. Поисковый радар обнаруживает объекты в радиусе 26 километров и способен идентифицировать одновременно 64 вида целей. Радар может работать и во время движения самоходки, обновляя свои данные ежесекундно. На самоходном орудии также установлены лазерный целеуказатель, TV- и FLIR-камеры, которые ведут наружное наблюдение вне зависимости от времени суток и погодных условий. Время обновления данных на камерах составляет не более 10 секунд. Система управления огнём фиксирует воздушные цели на высоте до 5 километров, движущиеся со скоростью до 500 м/с. Орудия эффективны не только против воздушных целей, но и против легкобронированной техники и кораблей.
На данный момент, по разным данным, произведено от 2 до 4 единиц данной ЗСУ.

## Операторы
- Польша: от 3 до 5 прототипов, от 2 до 4 реально действующих боевых единиц.

## Награды
На международной выставке в Кельце состоявшейся в 2004 году, зенитная самоходка «Луара» была награждена призами «Защитник» и даже выиграла Гран-При.